# Homaloptera vanderbilti
Homaloptera vanderbilti és una espècie de peix de la família dels balitòrids i de l'ordre dels cipriniformes.

## Morfologia
Els mascles poden assolir els 10,5 cm de longitud total.

## Distribució geogràfica
Es troba al nord de Sumatra (Indonèsia).